# Haagpoort
Haagpoort is een woonwijk ten zuidwesten van het centrum van de Nederlandse stad Breda, tussen de wijk Boeimeer en Princenhage.
Haagpoort heeft ruim 2.150 inwoners. De buurt Haagpoort beslaat 26,1 hectare. De gemiddelde leeftijd van de bewoners is 35,3 jaar. Er staan 913 woningen, waarvan 37,9% een koopwoning is. De afgelopen jaren is een deel van de subbuurt Vestkant-Westeinde gesloopt en vervangen door nieuwbouw.
Haagpoort is verdeeld in kleine, hechte gemeenschappen, met een eigen karakter en onderlinge verschillen. De buurt rondom het Oranjeboomplein heeft een eigen website.

## Voorzieningen
Het buurthuis halverwege de Scheldestraat is de spil van de buurt, vooral voor mensen uit Westeinde. Bewoners van Haagpoort doen hun boodschappen vooral in wijken Tuinzigt en Heuvel. Aan het einde van de Haagdijk en begin van de Haagweg is er elke zaterdag weekmarkt van 11.00 tot 17.00 uur.
De Sint-Annakerk was het eerste dat in Haagpoort werd gebouwd. Dichtbij is basisschool de Weerijs.

## Galerij

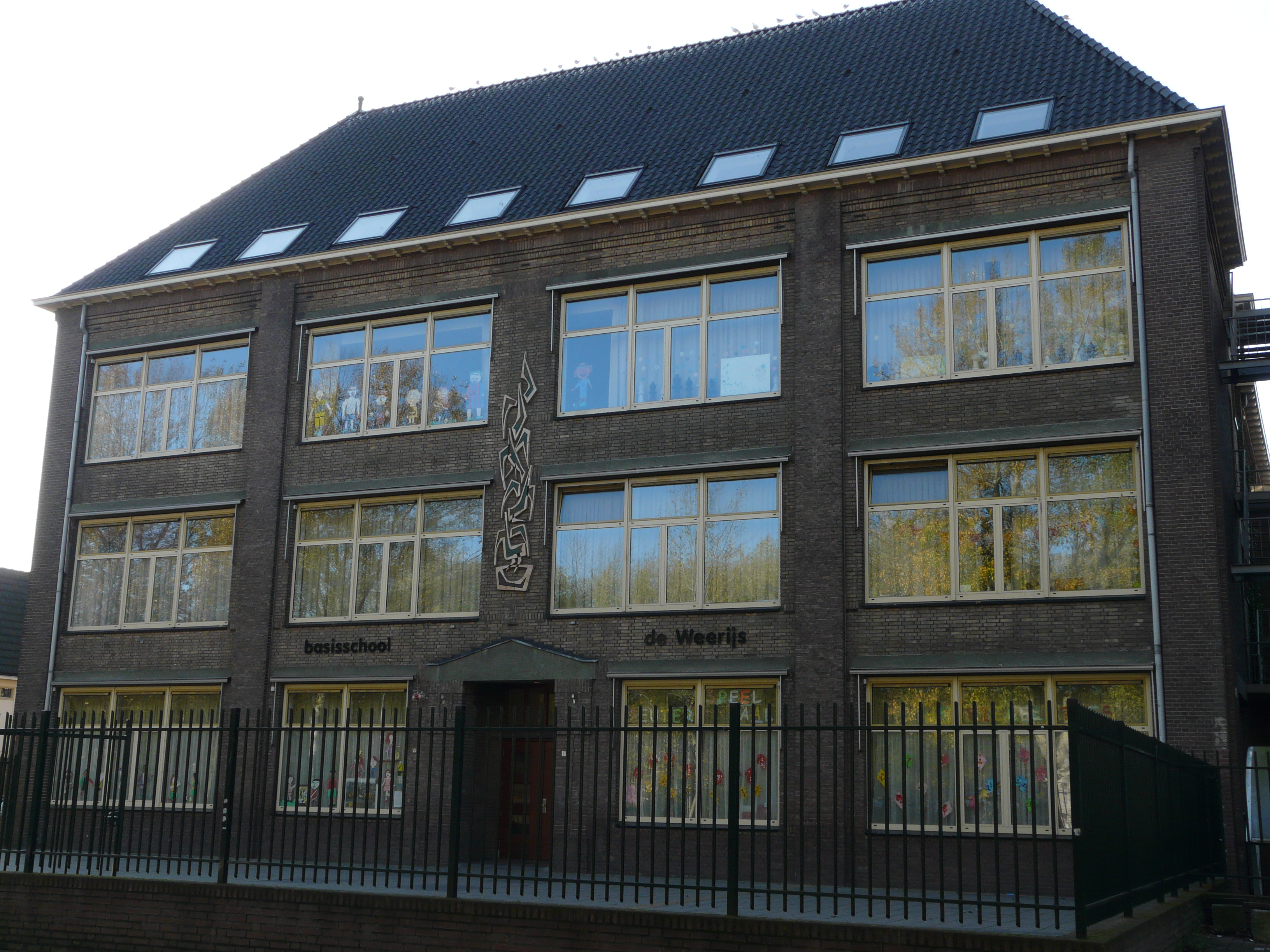
Basisschool de Weerijs
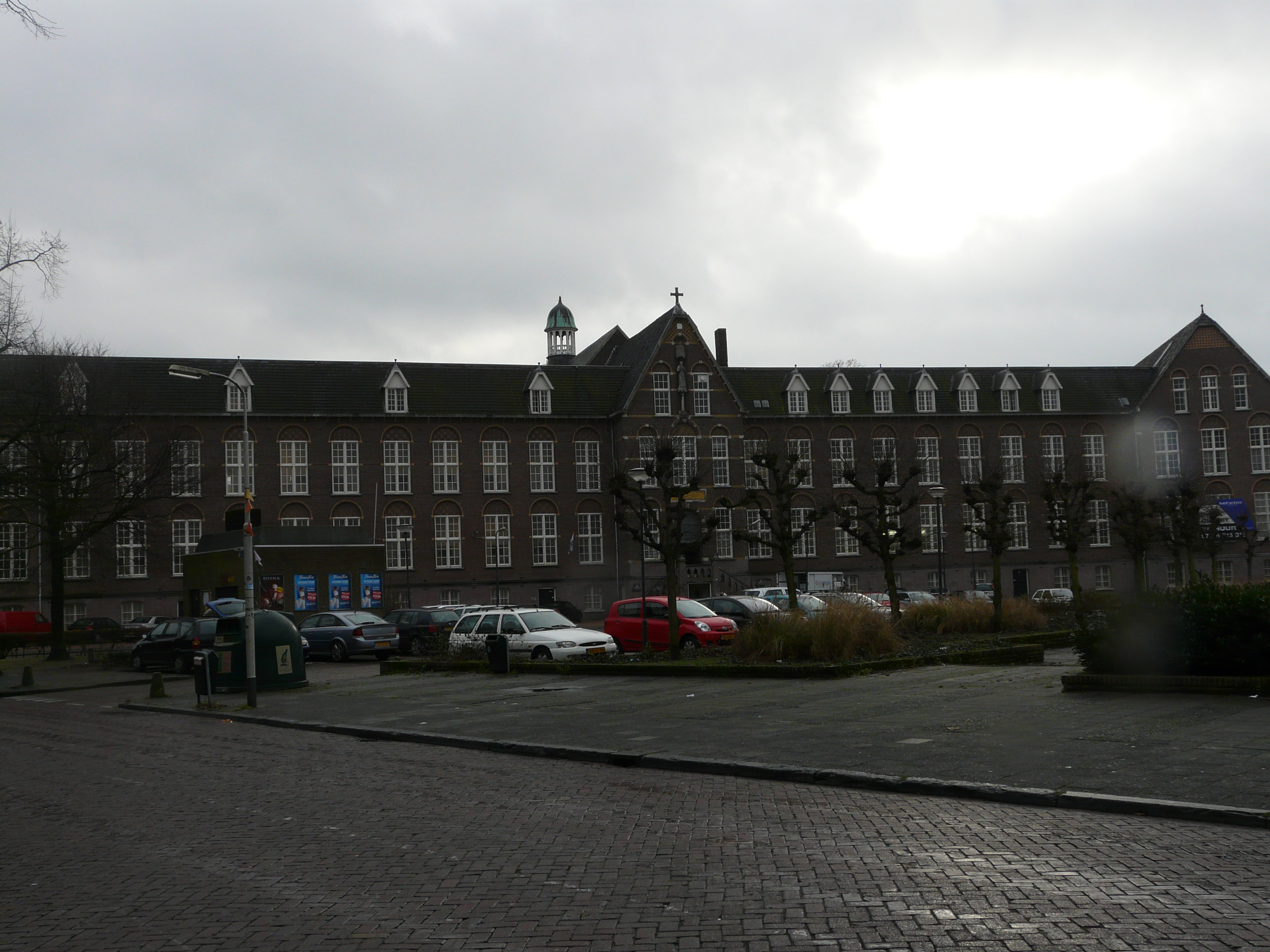
St. Franciscus Kweekschool